# Museu Arqueológico e Histórico de Coxim
Museu Arqueológico e Histórico de Coxim é um museu localizado em Coxim. É mantido pelo governo municipal e tem como objetivo preservar a história da cidade, tendo principalmente função educacional. É uma atração turística, sendo um dos raros museus históricos do Centro-Oeste.